# Heinrich Lauterbach (Architekt)
Heinrich Lauterbach (* 2. März 1893 in Breslau; † 16. März 1973 in Biberach an der Riß) war ein deutscher Architekt und Architekturtheoretiker.

## Leben
Heinrich Lauterbach stammte aus einer großbürgerlichen Familie. Der Vater war Holzhändler mit Waldbesitz und Sägewerken in Polen, Galizien und Ungarn (damals Österreich-Ungarn). Sein Großvater mütterlicherseits war Besitzer des Hotel Royal in Berlin, Unter den Linden. Mit 14 Jahren lernte Heinrich Lauterbach den Architekten Hans Poelzig kennen, damals Direktor der Breslauer Kunstakademie. Vater Lauterbach hatte Poelzig mit dem Bau einer Häuserzeile beauftragt. Heinrich Lauterbach besuchte von 1900 bis 1911 das Maria-Magdalenen-Gymnasium in Breslau. Da er Freude am Modellieren fand, studierte er nach dem Abitur bei Theodor von Gosen, der die Bildhauerklasse der Breslauer Kunstakademie leitete. Bei Siegfried Härtel vertiefte er im Sommer seine Fähigkeiten im Zeichnen und Aquarellieren. Vor seinem Militärdienst im Ersten Weltkrieg besuchte er die Technische Hochschule Darmstadt. An der Technischen Hochschule Dresden absolvierte er 1920 seine Diplomprüfung bei Martin Dülfer (ebenfalls ein gebürtiger Breslauer), der um 1900 einer der Pioniere des Jugendstils war. In Berlin wurde er danach Meisterschüler bei Hans Poelzig., der inzwischen an der Preußischen Akademie der Künste lehrte.

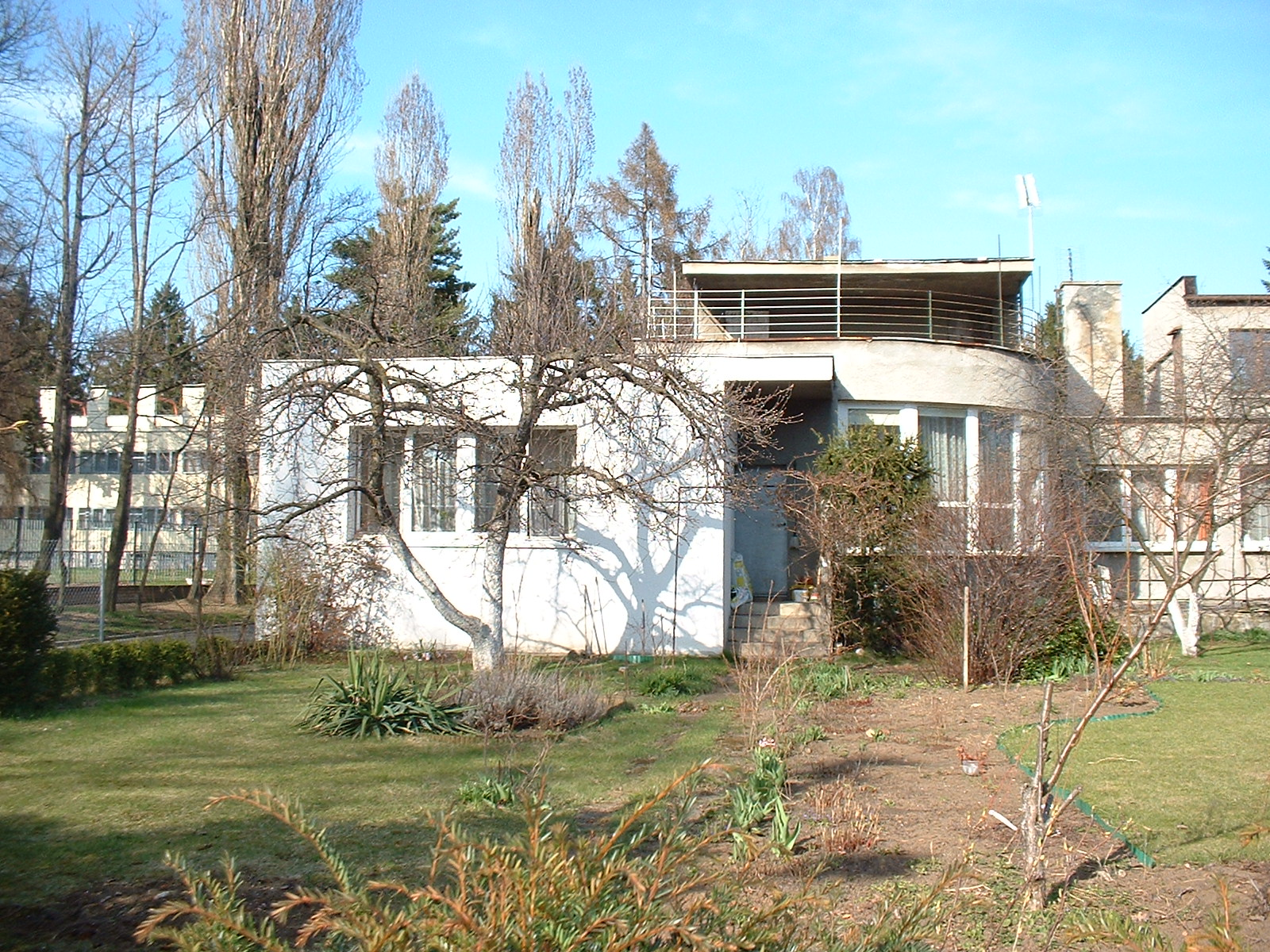
WUWA: Heinrich Lauterbach, Haus Nr. 35

Nach einigen „Wanderjahren“ leitete Lauterbach unter anderem den Bau der Handelskammer in Oppeln (heute poln. Opole). Und dem Porträtphotographen Max Glauer baute er dort sein Atelier. 1925 begann Lauterbach als freier Architekt in Breslau tätig zu werden. 1928/1929 baute er einen Wohnblock. Er war zuständig für die Umgestaltung der Breslauer Handelskammer mit großem Börsensaal. Seit 1926 führte er den Schlesischen Werkbund, d. h. den Landesverband Schlesien des Deutschen Werkbundes. Hier setzte er sich insbesondere für die Ideen des Neuen Bauens ein. Seine Mitstreiter waren Hans Scharoun und Adolf Rading, die beide, wie später auch Lauterbach, an der Breslauer Kunstakademie lehrten.
Die Werkbund-Ausstellung „Wohnung und Werkraum“, genannt WUWA, die Lauterbach vorbereitet und organisiert hatte und die 1929 in Breslau stattfand, machte ihn auch überregional bekannt. 1930 bezog er eines seiner Reihenhäuser in der WUWA. Im Haus daneben lebte der Maler Oskar Schlemmer, mit dem Lauterbach befreundet war. Regelmäßigen Kontakt hatte er auch mit dem Breslauer Akademiedirektor Oskar Moll sowie den Malern Otto Mueller und Carlo Mense. Von 1930 bis 1932 hatte Lauterbach einen Lehrauftrag an der Akademie für Kunst und Kunstgewerbe in Breslau. Durch Veröffentlichungen seiner Arbeiten erhielt er Aufträge in Böhmen und in Dalmatien, wo er 1935 auch vorübergehend lebte. Von 1940 bis 1945 musste er Kriegsdienst leisten. Nach einem Lehrauftrag an der Technischen Hochschule Stuttgart (1947 bis 1950) wurde Heinrich Lauterbach 1950 Professor für Baukunst an der staatlichen Hochschule für bildende Künste (Werkakademie) in Kassel. Seit 1955 war er ordentliches Mitglied der Berliner Akademie der Künste. 1958 beendete er seine Tätigkeit in Kassel, wo heute die Heinrich-Lauterbach-Straße an den Architekten erinnert. Lauterbach zog 1960 nach Biberach an der Riß und widmete sich dort der Verbreitung des Werkes des Architekten Hugo Häring († 1958), der ein Sohn dieser Stadt war.

## Bauten

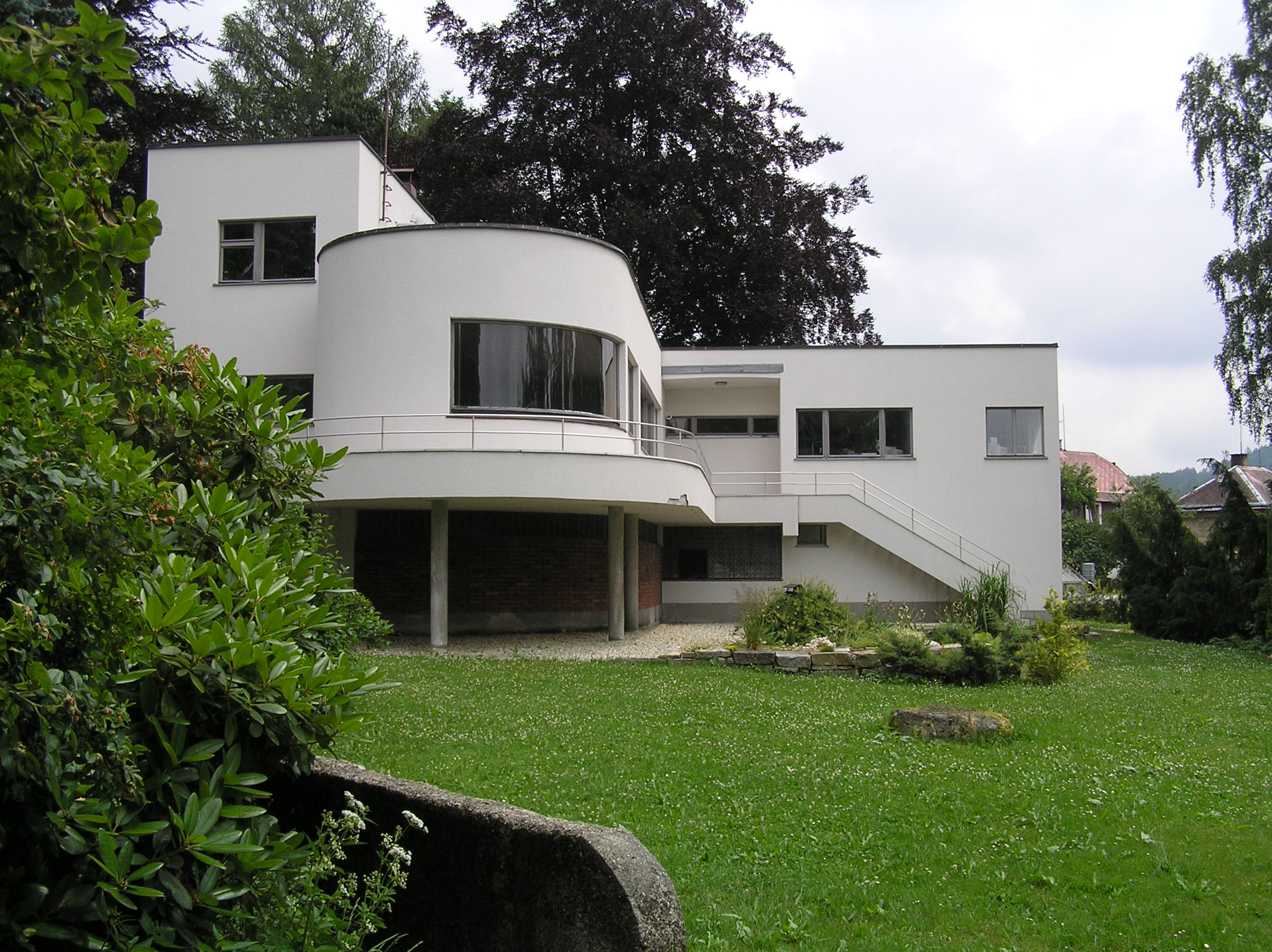
Villa Jaroslav Hasek in Gablonz (1931)

- 1925–1926: Herrenhaus für Graf Strachwitz in Kadłub (Oberschlesien)
- 1926: Foto-Atelier Max Glauer in Oppeln
- 1925–1926: Wohn- und Bürogebäude der Firma L. Kampmeyer GmbH in Breslau
- 1926–1927: Mehrfamilienwohnhaus Einbaumstraße 8 in Breslau
- 1926–1928: Mehrfamilienwohnhaus-Bebauung der Siedlungsgesellschaft Breslau in Breslau, Liegnitzer Straße / Saganer Straße
- 1928: Umbau der Börse in Breslau
- 1929: Einfamilienhaus 35 auf der WUWA in Breslau[1]
- 1929: Reihen-Einfamilienhäuser 13, 14, 15 auf der WUWA in Breslau
- 1930–1931: Wohnhaus für J. Hasek in Gablonz[2]
- 1931–1932: Wohnhaus für Dr. med. F. Schmelowsky in Gablonz
- 1934: Wohnhaus für Dr. Jüngling in Oppeln
- 1935: Wohnhaus für H. Regenhart-Zimdin in Dubrovnik
- 1936: Wohnhaus für D. Scholz in Steinseiffen (Riesengebirge)
- 1937: Bierstube „Stammhaus Kipke“ in Breslau, Wachtplatz
- 1938: Wohnhaus für H. L. Nesselgrund in der Grafschaft Glatz
- 1949–1950: Versuchssiedlung für Flüchtlinge der Forschungsgemeinschaft Bauen und Wohnen (Stuttgart) in Crailsheim
- 1951: ebenerdiges Gartenwohnhaus auf der Baumesse Constructa in Hannover
- 1952: Wohnhaus für Dr. Kühner in Kassel-Bad Wilhelmshöhe
- 1954–1955: Einrichtung eines Wohnhauses für K. Hoch in Eschwege
- 1954–1956: Jugendherberge in Marburg
- 1956–1958: Erweiterungsbau für Sonderklassen der Melanchthon-Schule Steinatal (Hessen) (gemeinsam mit Friedhelm Reckmann)
- 1961–1965: Schülerwohnheim der Melanchthon-Schule in Steinatal (Hessen)